# أمالا بول
أمالا بول هي عارضة وممثلة هندية، ولدت في 26 أكتوبر 1991 في الهند.

## أعمال
- فيلم حياة الماعز، 2024، بدور: سينو زوجة نجيب

## وصلات خارجية
- أمالا بول على موقع IMDb (الإنجليزية)
- أمالا بول على موقع ألو سيني (الفرنسية)
- أمالا بول على موقع قاعدة بيانات الفيلم (الإنجليزية)
- أمالا بول على موقع كينوبويسك (الروسية)